# Isis
|  | Aquest article tracta sobre la deessa de la maternitat. Si cerqueu el riu, vegeu «Riu Isis». |

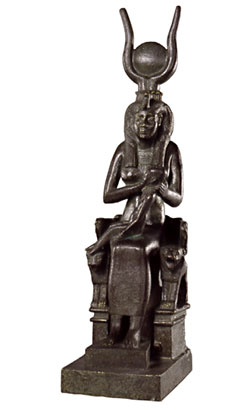
Estàtua d'Isis

Isis o Àtiri (en grec Ἶσις Îsis o Ἄθυρι Àthyri; en egipci, Aset) és la deessa de la maternitat i la fertilitat a l'antic Egipte. És una divinitat de la vida, la mort i el renaixement i forma part de l'Ennèada (conjunt dels nou déus egipcis més importants). A vegades, Isis s'identificava amb la deessa dels escorpins Serket i també estava fortament connectada amb la deessa Sopdet amb qui finalment es va fusionar.
El jeroglífic que representa el seu nom inclou la paraula tron i també en porta un al seu cap com a símbol de la seva identitat, és per això que, alguns estudiosos la relacionen amb la reialesa. Posteriorment, durant el període de dominació grega, era la deessa patrona dels mariners.
Isis era filla de Nut, deessa del cel, i Geb, déu de la terra i es va casar amb Osiris, el seu germà i pare del seu fill Horus i junts governaren les Dos Terres, l'Alt i el Baix Egipte. A més a més d'Horus, Isis era la mare de Min (en altres versions, eren amants). El déu lleó Arensnuphis era el seu company.

## A Egipte i Núbia

### Nom i orígens
Mentre que algunes deïtats egípcies van aparèixer a finals de l'Període predinàstic (abans del 3100 aC.), ni Isis ni el seu marit Osiris van ser esmentats pel seu nom abans de la dinastia V (c. 2494–2345 aC). La inscripció que pot referir-se a Isis data del regnat de Niuserre durant aquest període, i apareix de manera destacada als Textos de les Piràmides, que van començar a esciure's al final de la dinastia i el contingut de la qual podria haver-se desenvolupat molt abans. Diversos passatges dels Textos de les Piràmides uneixen Isis amb la regió del Delta del Nil prop de Behbeit el-Hagar i Sebenitos, i el seu culte pot haver-se originat allà.
Molts estudiosos s'han centrat en el nom d'Isis per intentar determinar els seus orígens. El seu nom egipci era ꜣst, que es va convertir en ⲎⲤⲈ (Ēse) a la forma copta de l'egipci, Wusa a la llengua meroítica de Núbia, i Ἶσις, en què es basa el seu nom modern, en grec. L'escriptura en jeroglífics del seu nom incorpora el signe d'un tron, que Isis també porta al cap com a senyal de la seva identitat. El símbol serveix com a fonograma, ortografiant els sons st en el seu nom, però també pot haver representat un enllaç amb els trons reals. El terme egipci per a un tron també era st i podria haver compartit una etimologia comuna amb el nom d'Isis. Per tant, l'egiptòleg Kurt Sethe va suggerir que originalment era una personificació de trons. Henri Frankfort va estar d'acord, creient que el tron era com consideració a la mare del rei i, per tant, una deessa, pel seu poder per convertir un home en un rei. Altres estudiosos, com Jürgen Osing i Klaus P. Kuhlmann, han discutit aquesta interpretació, a causa de les diferències entre el nom d'Isis i la paraula per a un tron o la manca d'evidència que el tron fos divinitzat alguna vegada.

### Rols
El cicle del mite que envolta la mort i la resurrecció d'Osiris es va registrar per primera vegada als Textos de les Piràmides i es va convertir en el més elaborat i influent de tots els mites egipcis. Isis té un paper més actiu en aquest mite que els altres protagonistes, de manera que es va desenvolupar en la literatura des de l'Imperi Nou (c. 1550–1070 aC) fins al Període Ptolemaic (305–30 aC), es va convertir en el personatge literari més complex de totes les divinitats egípcies. Al mateix temps, va absorbir característiques de moltes altres deesses, ampliant el seu significat molt més enllà del mite d'Osiris.

#### Origen. Esposa d'Osiris i reina

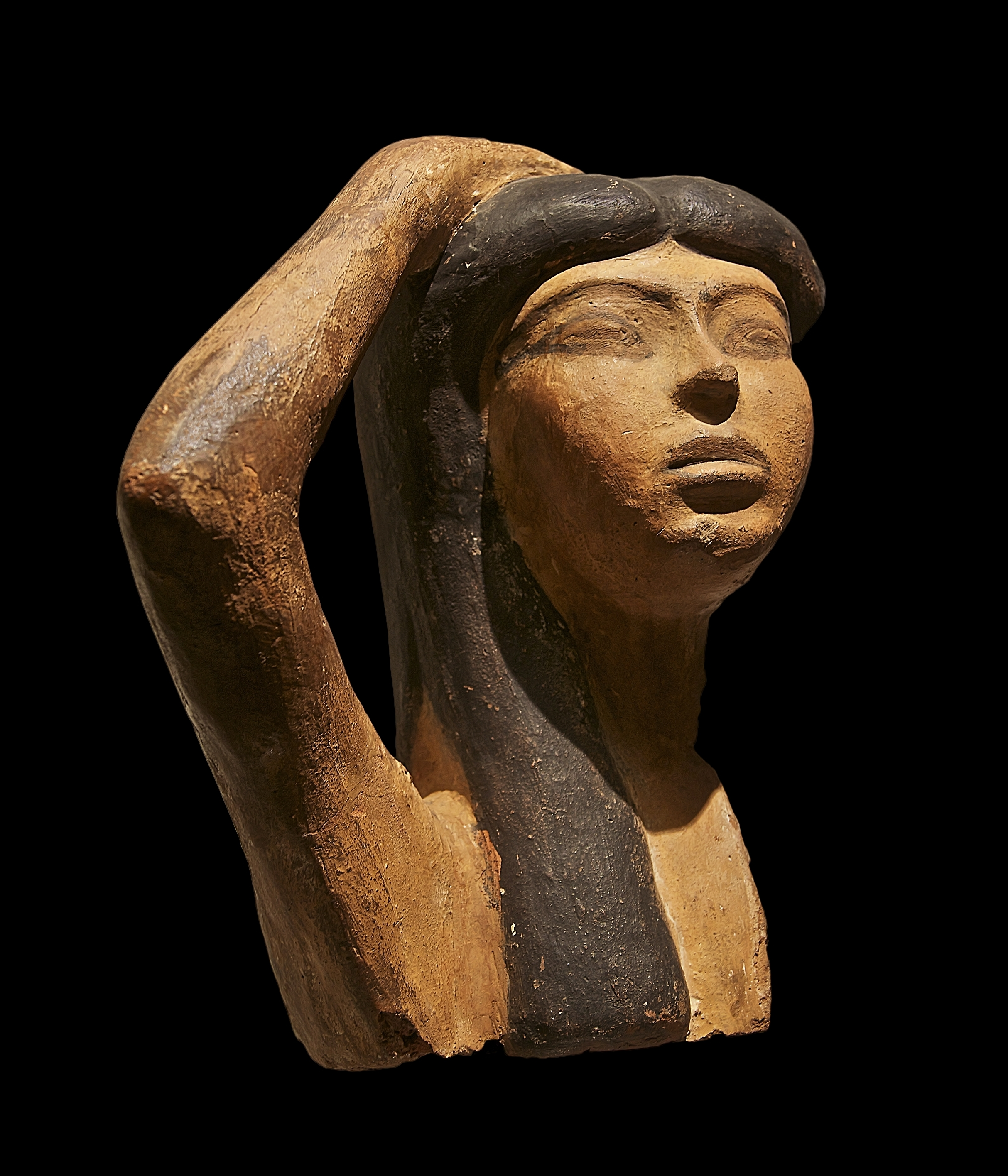
Escultura d'una dona, possiblement Isis, en una postura de dol; o aC.

Isis forma part de l'Ennèada d'Heliopolis, una família de nou deïtats descendents del déu creador, Atum o Ra. Ella i els seus germans —Osiris, Seth i Neftis—són l'última generació de l'Ennèada, nascuda de Geb, déu de la terra, i Nut, deessa del cel. El déu creador, el governant original del món, transmet la seva autoritat a través de les generacions masculines de l'Ennèada, de manera que Osiris es converteix en rei. Isis, que és l'esposa d'Osiris, així com la seva germana, és la seva reina.

#### Dol per Osiris
Es té coneixement d'aquest mite sobretot gràcies a un text de Plutarc. Un dia Seth va convidar Osiris a un banquet però era una trampa, ja que Seth havia decidit assassinar Osiris per ocupar el seu lloc. Amb l'excusa de veure si un taüt tenia la mida adequada, Seth va demanar a Osiris que s'estirés a dintre, fet que va aprofitar, juntament amb els seus acòlits, per tancar el taüt i, després d'esquarterar-lo, llençant-lo al Nil. Isis no es va resignar a la mort del seu amat i va decidir recuperar tots els trossos i reconstruir-ne el cos per tornar-lo a la vida però va ser incapaç de trobar el sexe d'Osiris, perque se l'havia empassat un peix. Sense rendir-se Isis va cridar a la seva germana Neftis i juntes van estar pregant durant hores per intentar que tornés d'entre els morts però va ser en va. Finalment Isis va prendre la forma d'un milà femella i va batre les ales per tornar l'alé vital al difunt i en veure que no funcionava es va posar al lloc on havia d'estar el sexe, fent que aquest reaparegués i que Osiris tornes d'entre els morts per fecundar-la, donant lloc al naixement del seu fill Horus a Khemnis.
| st | , | B1 | o | st | , | I12 |

| st | , | B1 | o | st | , | I12 |

Els esforços d'Isis i Neftis són el prototip mític de la momificació i altres pràctiques funeràries de l'antic Egipte. Segons alguns textos, també han de protegir el cos d'Osiris de la profanació posterior per part de Set o els seus servents. Isis és l'epítom d'una vídua de dol. L'amor i el dolor d'ella i de Neftis pel seu germà l'ajuden a recuperar la vida, com també ho fa la recitació d'encanteris màgics d'Isis. Textos funeraris contenen discursos d'Isis en què expressa el seu dolor per la mort d'Osiris, el seu desig sexual per ell i fins i tot la ira que l'ha provocat. Totes aquestes emocions tenen un paper en el seu renaixement, ja que estan destinades a incitar-lo a l'acció. Finalment, Isis retorna l'alè i la vida al cos d'Osiris i copula amb ell, concebent el seu fill, Horus. Després d'aquest punt, Osiris viu només al Duat, o inframón. Però en produir un fill i hereu per venjar la seva mort i dur a terme ritus funeraris per ell, Isis s'ha assegurat que el seu marit perdurarà en el més enllà.
El paper d'Isis en les creences de l'altra vida es va basar en allò del mite. Va ajudar a restaurar les ànimes dels humans difunts a la seva integritat com ho havia fet amb Osiris. Com altres deesses, com Hathor, també va actuar com a mare pel difunt, proporcionant-li protecció i alimentació. Així, com Hathor, de vegades prenia la forma d'Imentet, la deessa de l'oest, que va donar la benvinguda a l'ànima difunta al més enllà com a fill seu. Però durant gran part de la història egípcia, es creia que deïtats masculines com Osiris proporcionaven els poders regeneratius, inclosa la potència sexual, que eren crucials per al renaixement. Es pensava que Isis només ajudava estimulant aquest poder. Els poders divins femenins es van fer més importants en les creences de la vida en el més enllà al final del Nou Imperi. Diversos textos funeraris ptolemeics emfatitzen que Isis va tenir un paper actiu en la concepció d'Horus estimulant sexualment el seu marit inert, alguna decoració de la tomba de la Període romà a Egipte representa Isis en un paper central en el més enllà, i un text funerari d'aquella època suggereix que es pensava que les dones podien unir-se al seguici d'Isis i Neftis al més enllà.

#### Deessa mare

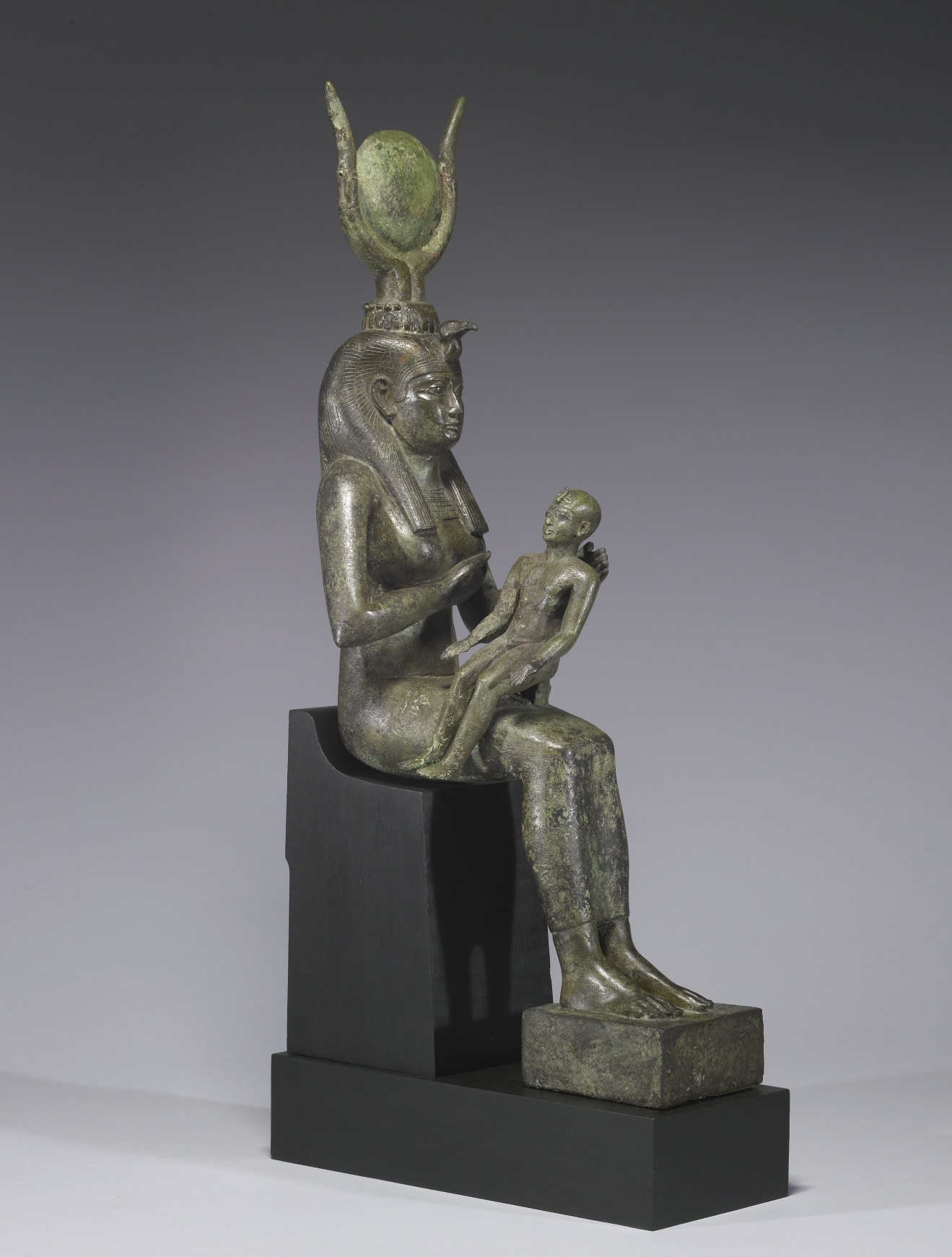
Isis alletant Horus, escultura del aC.

Isis és tractada com la mare d'Horus fins i tot en les primeres còpies dels Textos de les Piràmides. No obstant això, hi ha indicis que Hathor fou considerada originalment com la seva mare, i altres tradicions fan d'Horus el fill de Nut i un germà d'Isis i Osiris. Isis només va arribar a ser la mare d'Horus quan el mite d'Osiris va prendre forma durant l'Antic Imperi,, però gràcies a la seva relació amb ell va arribar a ser vista com l'epítom de la devoció materna.
En la forma desenvolupada del mite, Isis dona a llum a Horus, després d'un llarg embaràs i un part difícil, als matolls del papirs del delta del Nil. A mesura que el seu fill creix, l'ha de protegir de Set i de molts altres perills: serps, escorpins i malalties simples. En alguns textos, Isis viatja entre humans i ha de buscar la seva ajuda. Segons una d'aquestes històries, set deïtats escorpines menors viatgen amb ella i la guarden. Es vengen d'una dona rica que s'ha negat a ajudar Isis picant el fill de la dona, fent necessari que la deessa guareixi el nen sense culpa. La reputació d'Isis com a deïtat compassiva, disposada a alleujar el sofriment humà, va contribuir molt al seu atractiu.
Isis continua ajudant el seu fill quan desafia a Seth a reclamar la reialesa que aquest ha usurpat, encara que mare i fill de vegades es representen en conflicte, com quan Horus decapita Isis i ella substitueix el seu cap original amb el d'una vaca, un mite fundacional que explica el tocat de banya de vaca que porta Isis.
L'aspecte matern d'Isis es va estendre també a altres divinitats. Els Textos dels Sarcòfags del Regne Mitjà (c. 2055–1650 aC) diuen que els Quatre fills d'Horus, deïtats funeràries que es pensava que protegien els òrgans interns dels difunts, eren la descendència d'Isis i la forma més gran d'Horus. A la mateixa època, Horus es va sincretitzar amb el déu de la fertilitat Min, de manera que Isis es considerava la mare de Min. Una forma de Min coneguda com Kamutef, "toro de la seva mare", que representava la regeneració cíclica dels déus i de la reialesa, es deia que germinava la seva mare per engendrar-se. Així, Isis també era considerada com la consort de Min. La mateixa ideologia de la reialesa pot estar darrere d'una tradició, que es troba en alguns textos, que Horus va violar Isis. Amon, la deïtat egípcia més important durant els Regnes Mitjà i Nou, també va assumir el paper de Kamutef, i quan estava en aquesta forma, Isis va actuar sovint com la seva consort. Apis, un El toro que era adorat com un déu viu a Memfis, es deia que era el fill d'Isis, engendrat per una forma d'Osiris coneguda com Osiris-Apis. Així, la mare biològica de cada toro Apis era coneguda com la "vaca Isis". Es deia que Isis era la mare de Bastet amb Ra.
Una història al Papir Westcar de l'Imperi Mitjà inclou Isis entre un grup de deesses que serveixen com a llevadores durant el part de tres futurs reis. Ella té un paper similar en els textos del Nou Imperi que descriuen els naixements ordenats per Déu dels faraons regnants.
Al Papir Westcar, Isis crida els noms dels tres nens a mesura que neixen. Barbara S. Lesko veu aquesta història com un signe que Isis tenia el poder de predir o influir en esdeveniments futurs, igual que altres divinitats que presidiren el naixement, com ara Shait i Renenutet. Textos de temps molt posteriors anomenen Isis "amant de la vida, governant de la sort i el destí" i indiquen que té control sobre Shai i Renenutet, tal com es deia que altres grans divinitats com Amon ho feien en èpoques anteriors de la història egípcia. En governar aquestes deïtats, Isis determinava la durada i la qualitat de les vides humanes.

#### Isis i el Nom del déu Sol
Explica el mite que la màgia còsmica d'Isis prové de la seva facultat per conèixer els misteris de l'univers i, per sobre de tots els misteris, el del nom secret de Ra. L'única cosa que al principi no coneixia Isis d'entre totes les coses del cel i la terra era el nom secret de Ra que aquest mai havia confiat a ningú. Per tal de descobrir-lo, Isis va idear un plà. Recollint una escopinada del déu i barrejant-la amb terra va crear una serp que va amagar en un arbust. Quan Ra va passar a prop, el rèptil el va mossegar i, tot i que no es trobava en perill de mort, si que patia dolors molt grans. Ra va cridar als nou deus de la Ennèada per què l'ajudessin però cap d'ells podia fer res. Així és com Isis es va oferir a guarir al déu a canvi que li digués el seu nom secret, cosa que aquest finalment va fer però amb la condició què no li digués a ningú excepte al seu fill Horus.

#### Deessa universal
A l'època ptolemaica, l'esfera d'influència d'Isis podia incloure el cosmos sencer. Com a deïtat que protegia Egipte i recolzava el seu rei, tenia poder sobre totes les nacions i com a proveïdora de pluja, animava el món natural. L'himne de Files que inicialment anomena el seu governant del cel continua ampliant la seva autoritat, de manera que en el seu clímax el seu domini abasta el cel, la terra i Duat. Diu que el seu poder sobre la natura nodreix els humans, els morts beneïts i els déus. Altres himnes en llengua grega de l'Egipte ptolemaic l'anomenen «la bella essència de tots els déus». Al llarg de la història egípcia, moltes deïtats, majors i menors, havien estat descrites en termes semblants. Amon es va descriure més habitualment d'aquesta manera a l'Imperi Nou, mentre que a l'Egipte romà aquests termes tendien a aplicar-se a Isis. Aquests textos no neguen l'existència d'altres divinitats però les tracta com a aspectes de la divinitat suprema, un tipus de teologia que de vegades s'anomena «summodeisme».
Als períodes ptolemaic i romà tardans, molts temples contenien un mite de la creació que adaptava idees de llarga durada sobre la creació per donar els papers principals a les divinitats locals. A Files, Isis es descriu com la creadora de la mateixa manera que els textos més antics parlen de l'obra del déu Ptah, que es deia que va dissenyar el món amb el seu intel·lecte i el va esculpir en existència. Com ell, Isis va formar el cosmos «a través del que el seu cor va concebre i les seves mans van crear.»
Com altres deïtats al llarg de la història egípcia, Isis tenia moltes formes en els seus centres de culte individuals, i cada centre de culte emfatitzava diferents aspectes del seu caràcter. Els cultes locals d'Isis es van centrar en els trets distintius de la seva deïtat més que en la seva universalitat, mentre que alguns himnes egipcis a Isis tracten altres deesses en centres de culte de tot Egipte i el Mediterrani com a manifestacions d'ella. Un text al seu temple a Denderah diu «en cada nomós és ella qui està a cada ciutat, a cada nomós amb el seu fill Horus.»

### Iconografia
A l'art de l'antic Egipte, Isis era comunament representada com una dona amb els atributs típics d'una deessa: un vestit envoltant, un bastó de papir a una mà i un signe d'ankh a l'altre. El seu tocat original era el signe del tron utilitzat per escriure el seu nom. Ella i Neftis sovint apareixen juntes, sobretot quan ploren la mort d'Osiris, el donen suport al seu tron o protegeixen els sarcòfags dels morts. En aquestes situacions, els seus braços sovint es llancen a la cara, en un gest de dol, o s'estenen al voltant d'Osiris o del difunt com a senyal del seu paper protector. En aquestes circumstàncies sovint eren representats com a milans o dones amb ales d'estels. Aquesta forma pot estar inspirada en una semblança entre els crits dels estels i els crits de les dones que ploren, o en una metàfora que compara la recerca de carronya de l'estel amb la recerca de les deesses pel seu germà mort. Isis apareixia de vegades en altres formes animals: com una truja, que representava el seu caràcter matern; com a vaca, especialment quan es relaciona amb Apis o també pel cap d'una vaca o amb cap humà i banyes (il·lustrant una connexió amb Hathor); o com un escorpí. També va prendre la forma d'un arbre o d'una dona que emergeix d'un arbre, de vegades oferint menjar i aigua a les ànimes difuntes. Aquesta forma al·ludia a l'alimentació materna que proporcionava.
A partir de l'Imperi Nou, gràcies als estrets vincles entre Isis i Hathor, Isis va adquirir els atributs d'Hathor, com ara un sistre sonall i un tocat de banyes de vaca que tancaven un disc solar. De vegades es combinaven ambdós tocats, de manera que el glif del tron s'assentava al damunt del disc solar. A la mateixa època, va començar a portar la insígnia d'una reina humana, com ara com una corona en forma de voltor al cap i l'ureu reial, o cobra dreçada, al front. A l'època ptolemaica i romana, estàtues i figuretes d'Isis sovint la mostrava en un estil escultòric grec, amb atributs extrets de la tradició egípcia i grega. Algunes d'aquestes imatges reflectien el seu vincle amb altres deesses d'una manera nova. Isis-Thermuthis, una combinació d'Isis i Renenutet que representava la fertilitat agrícola, es va representar en aquest estil com una dona amb la part inferior del cos d'una serp. Les figuretes d'una dona que porta un tocat elaborat i exposant els seus genitals poden representar Isis-Afrodita.
El símbol tyet, una forma de bucle semblant a l'ankh, va arribar a ser vist com l'emblema d'Isis almenys des de l'Imperi Nou, tot i que existia molt abans. Sovint estava fet de jaspi vermell i es comparava amb la sang d'Isis. Usat com a amulet funerari, es deia que conferia la seva protecció a qui la portava.

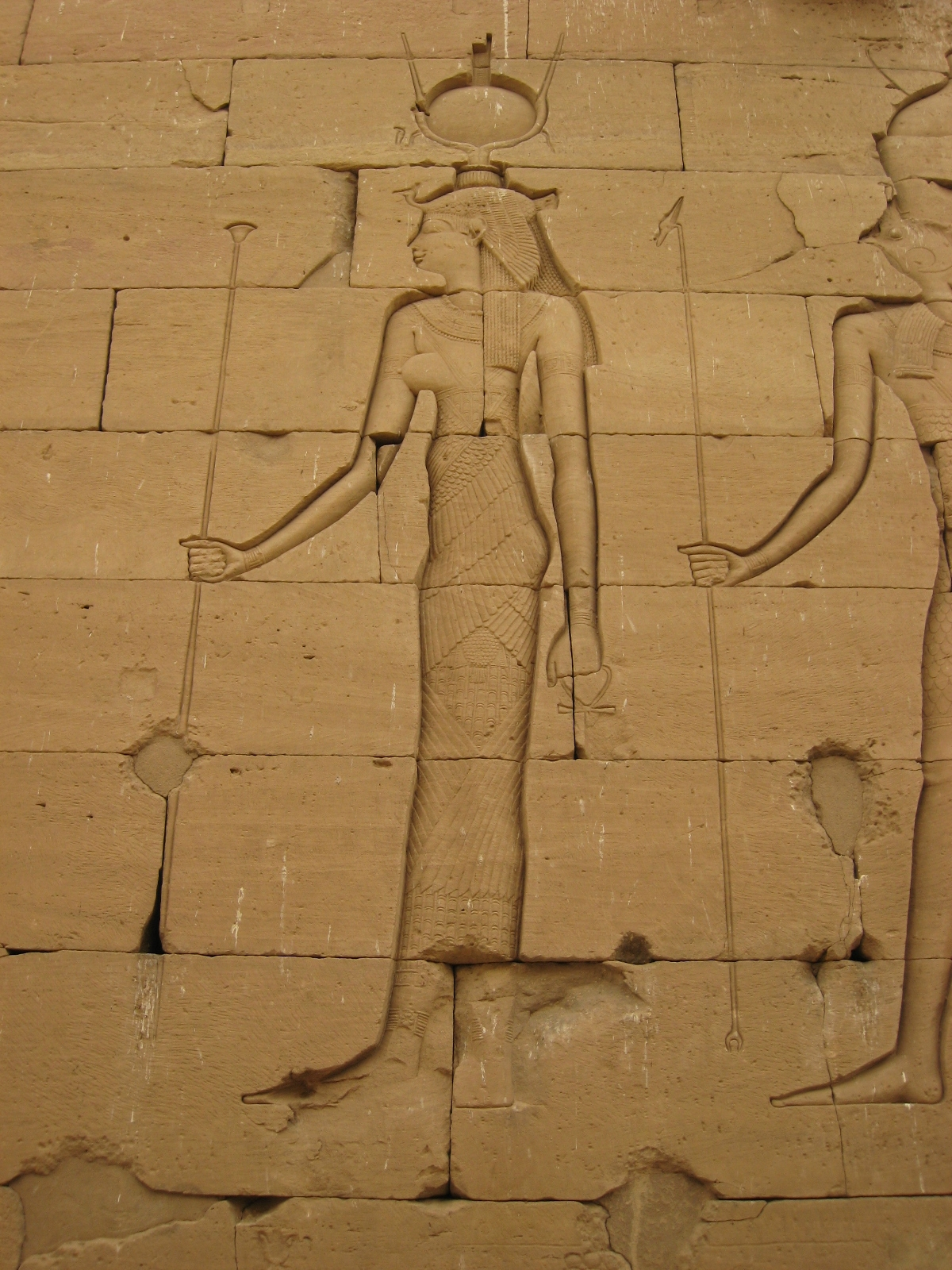
Isis amb una combinació de tron-glif i banyes de vaca, així com un tocat de voltor, Temple de Kalabsha, segle I aC o segle I dC
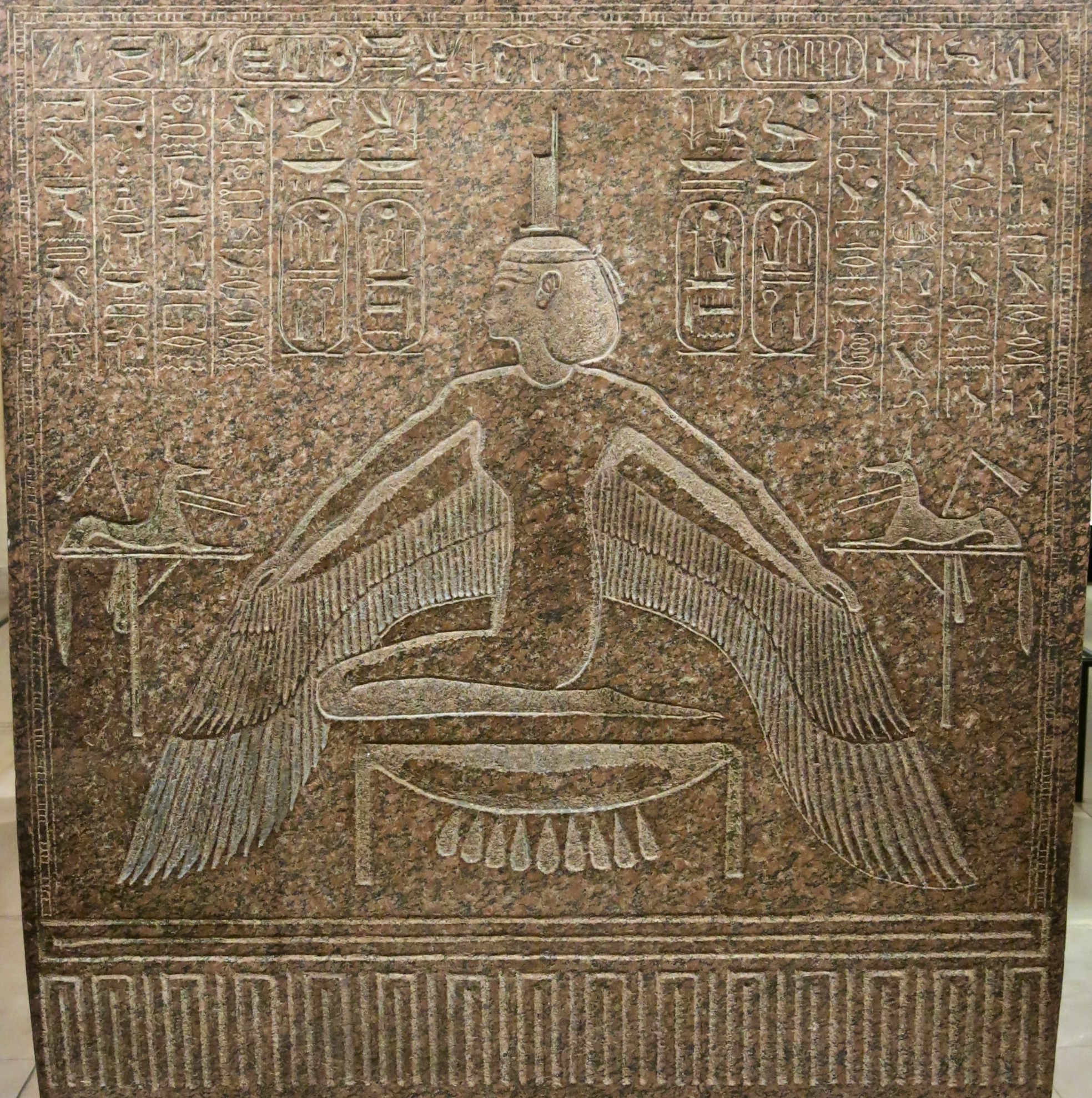
Isis alada al peu del sarcòfag de Ramsès III, segle XII aC
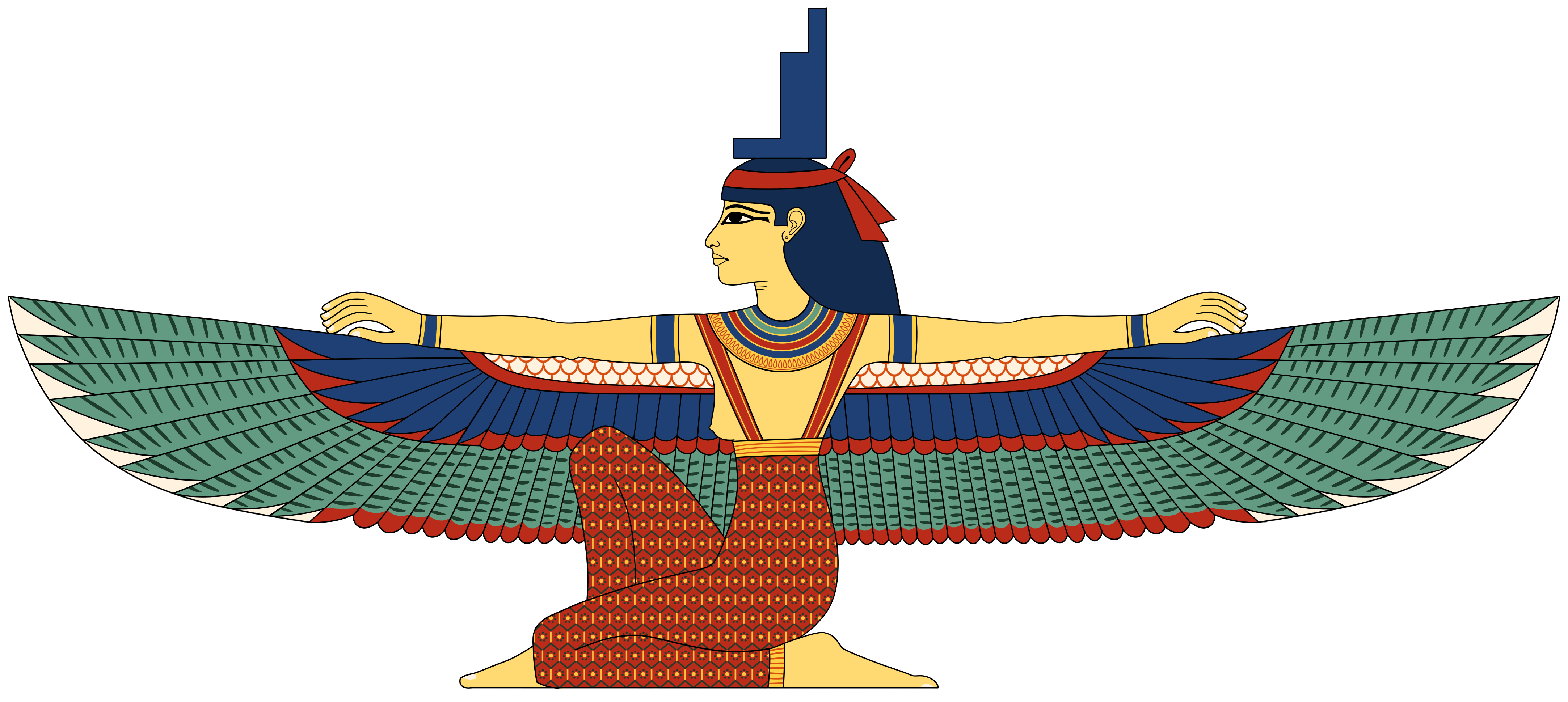
Una il·lustració d'Isis basada en una pintura a la tomba de Seti I
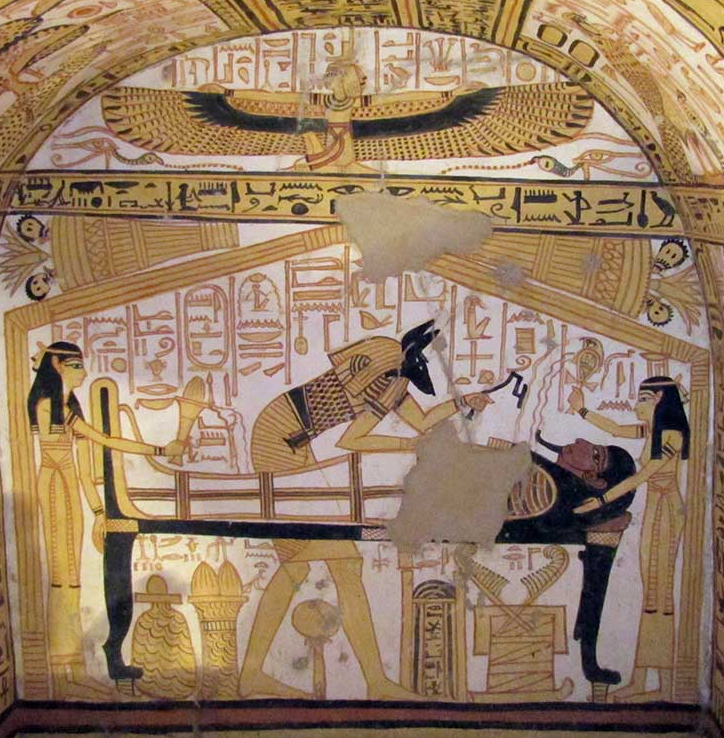
Isis, a l'esquerra, i Neftis es mantenen mentre Anubis embalsama el difunt, segle xiii aC. A la part superior apareix una Isis alada.
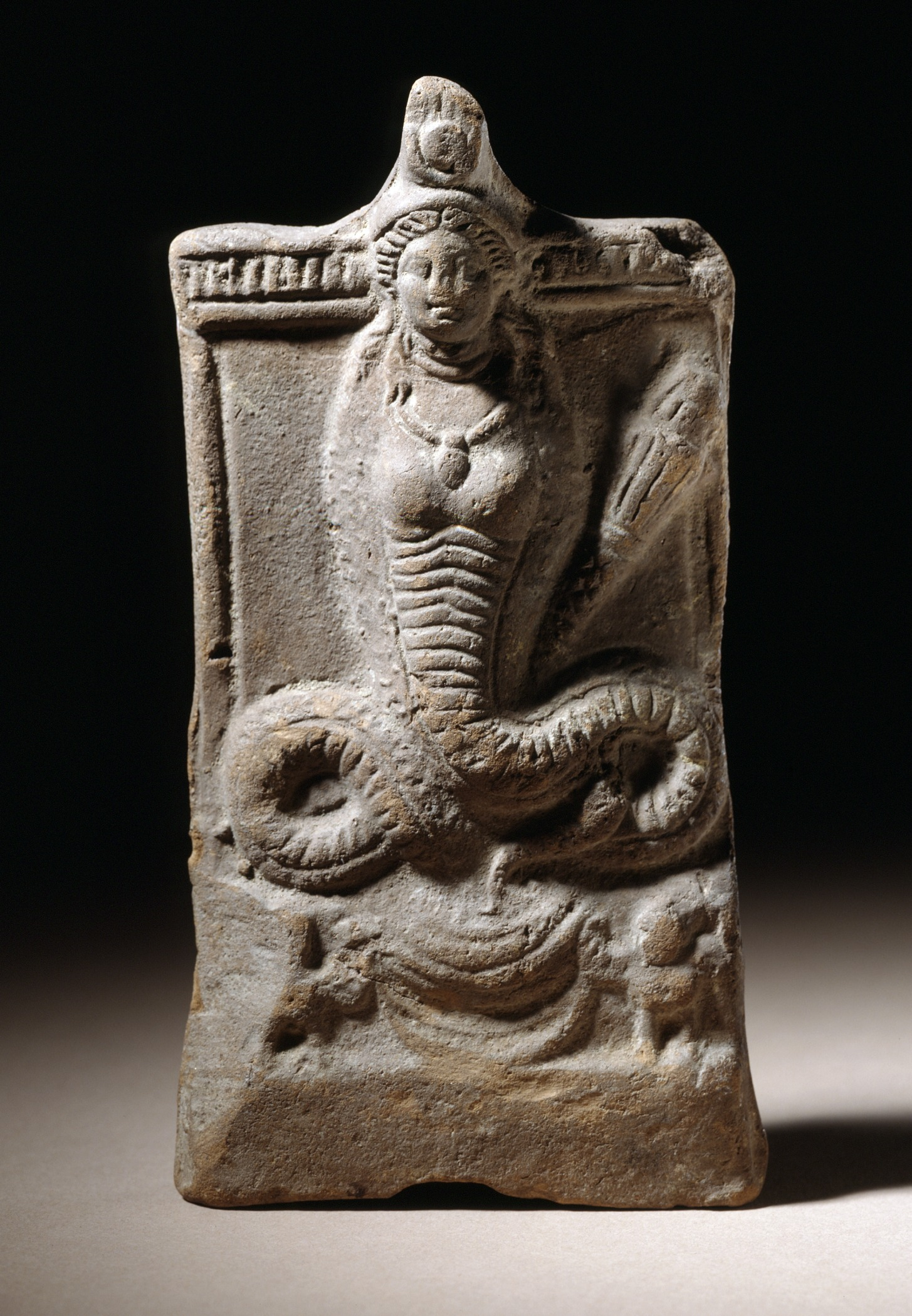
Figura d'Isis-Thermuthis, segle II d.C
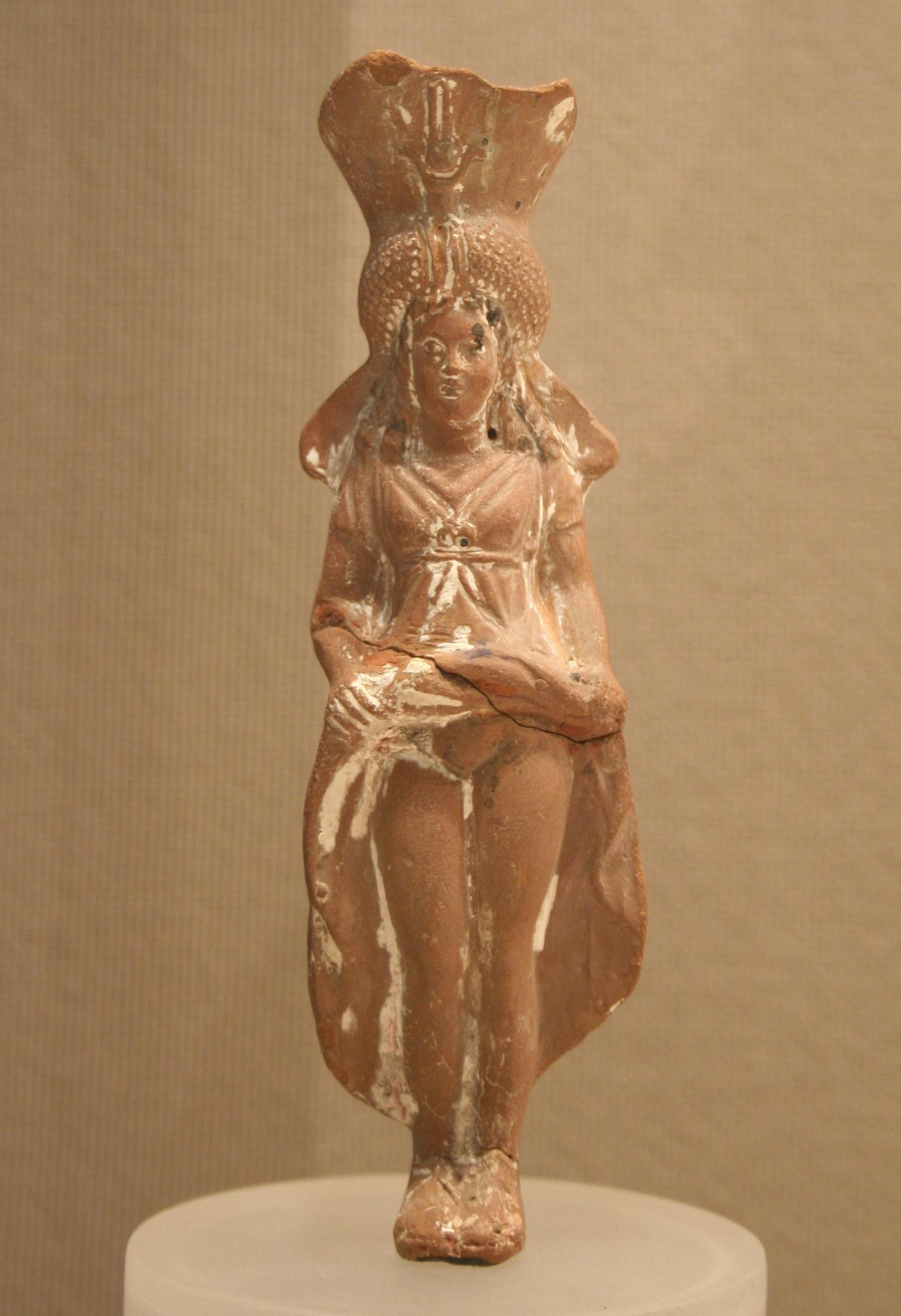
Figura possiblement d'Isis-Afrodita, segle II o I aC
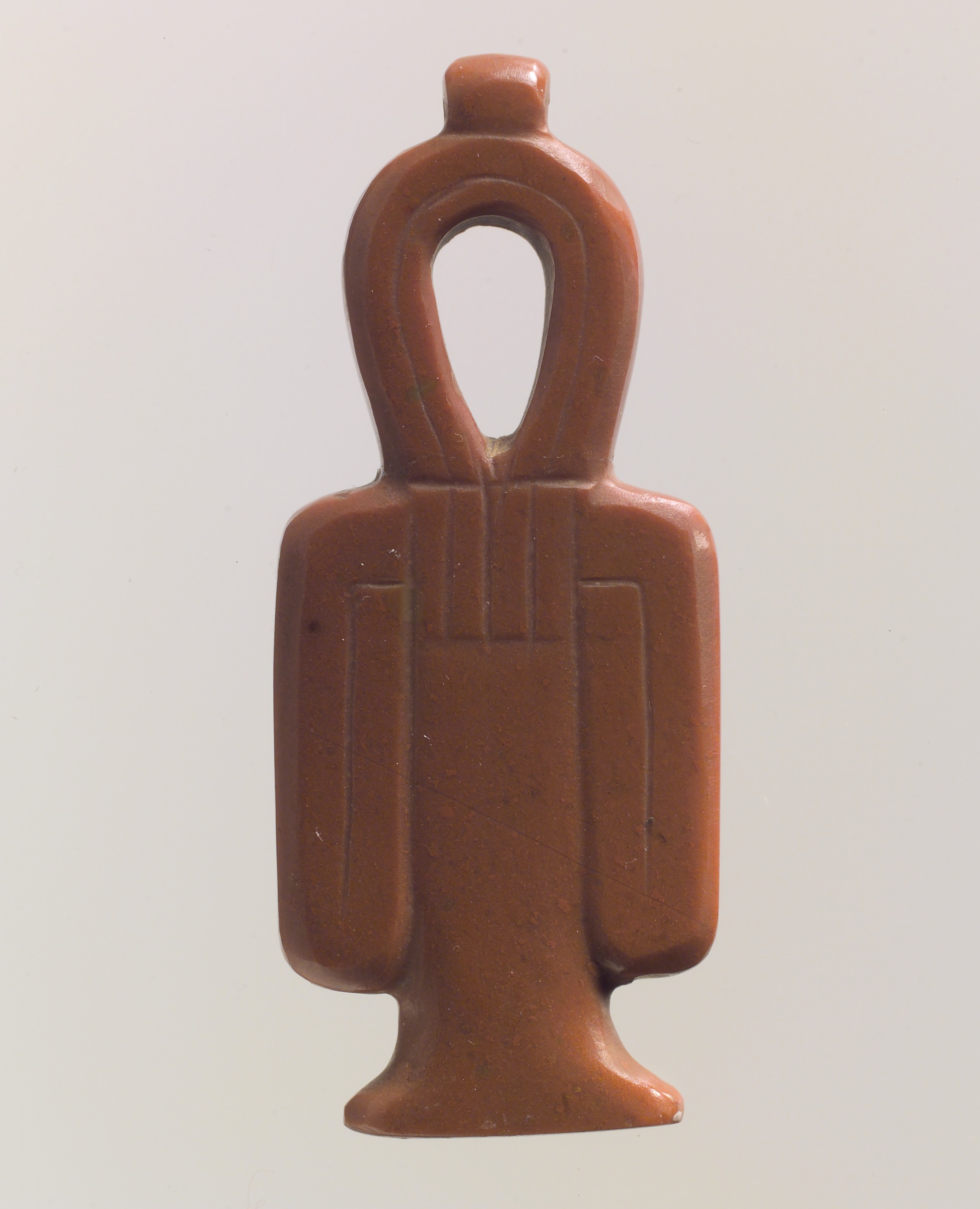
Un amulet tyet, segle XV o XIV aC

## El culte al món greco-romà
El culte d'Isis aconseguí gran preeminència en el món hel·lenístic durant els últims segles, fins que fou prohibit finalment pels cristians en el segle vi. Malgrat la popularitat del creixement del culte del misteri d'Isis, es creu que els misteris d'Isis no eren del tot benvinguts per les classes dirigents a Roma. El príncep August considerava aquests ritus de natura "pornogràfica" i capaços de destruir la fibra moral romana. És per això que no és sorprenent que part del programa de reconstrucció d'Augustus després de la caiguda de la República romana fos un intent d'infondre vida nova als déus vells de Roma. Tàcit escriu que, després de l'assassinat de Cèsar per part de Brutus, s'havia decretat un temple en honor d'Isis en un moment de debilitat; Augustus el suspengué, i intentà fer tornar els romans als déus romans que s'associaven amb l'estat. Finalment, l'emperador romà Gaius abandonà les reticències cap als cultes orientals i va ser en el seu regnat que el festival Isiac s'establí a Roma. Segons Josephus, el mateix Gaius portava vestimenta femenina i participava en els misteris i Isis adquiria en l'edat hel·lenística un "nou rang com a dea principal del Mediterrani".
Les perspectives romanes sobre el culte eren sincrètiques, car en les noves deïtats solien veure-hi simplement aspectes d'altres deïtats familiars. Per a alguns romans, Isis només era un aspecte de la romana Cíbele, els rituals orgiàstics de la qual feia temps que s'havien establert a Roma.
A Catalunya, s'hi conserva un exemplar de figura d'Isis a la Biblioteca Museu Víctor Balaguer de Vilanova i la Geltrú, del període ptolemaic, dels segles IV-I aC.

### Rols

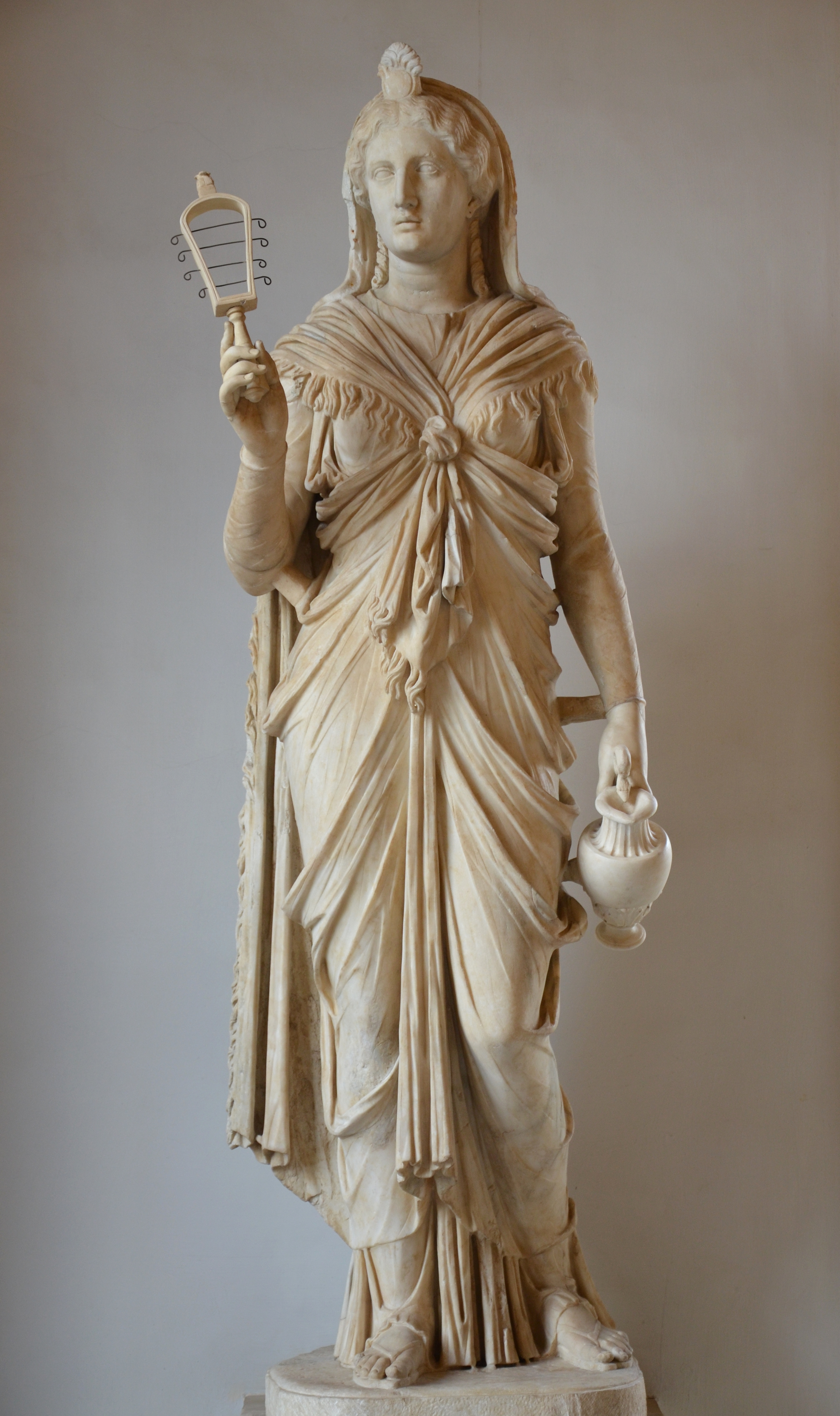
Estàtua romana d'Isis, o d.C. Sosté un sistre i un càntir d'aigua, encara que aquests atributs es van afegir en una reforma del.

El culte d'Isis, com d'altres del món grecoromà, no tenia un dogma ferm, i les seves creences i pràctiques poden haver-se mantingut només poc semblants mentre es difonia per la regió i evolucionava amb el temps. Les aretalogies gregues que elogien Isis proporcionen gran part de la informació sobre aquestes creences. Parts d'aquestes aretalogies s'assemblen molt a les idees dels himnes egipcis tardans com els de Files, mentre que altres elements són completament grecs. Una altra informació prové de Plutarc (c. 46–120 dC), el llibre del qual Sobre Isis i Osiris interpreta les deïtats egípcies basant-se en la seva filosofia del platonisme mitjà, i de diverses obres de la grega i la literatura llatina que fan referència al culte d'Isis, especialment una novel·la d'Apuleu (c. 125–180 dC) coneguda com a Metamorfosis o L'ase d'or, que acaba descrivint com el personatge principal té una visió de la deessa i es converteix en el seu devot.
Elaborant el paper d'Isis com a dona i mare en el mite d'Osiris, les aretalogies l'anomenen l'inventora del matrimoni i la paternitat. Va ser invocada per protegir les dones durant el part i, en novel·les gregues antigues com l'Efesíaca, per protegir la seva virginitat. Alguns textos antics l'anomenaven la patrona de les dones en general. El seu culte podria haver servit promoure l'autonomia de les dones d'una manera limitada, amb el poder i l'autoritat d'Isis servint de precedent, però en el mite es dedicava, i mai totalment independent, al seu marit i fill. Les aretalogies mostren actituds ambigües cap a la independència de les dones: una diu que Isis va fer les dones iguals als homes, mentre que una altra diu que va subordinar les dones als seus marits.
Isis es va caracteritzar sovint com una deessa de la lluna, paral·lela a les característiques solars de Serapis. També va ser vista com una deessa còsmica de manera més general. Diversos textos afirmen que organitzava el comportament del sol, la lluna i les estrelles, governant el temps i les estacions que, al seu torn, garantien la fertilitat de la terra. Aquests textos també li atribueix haver inventat l'agricultura, establir lleis i idear o promoure altres elements de la societat humana. Aquesta idea deriva de les tradicions gregues més antigues sobre el paper de diverses deïtats gregues i herois culturals, inclosa Demèter, en l'establiment de la civilització.
També va supervisar els mars i els ports. Els mariners deixaven inscripcions demanant que garantís la seguretat i la bona sort dels seus viatges. En aquest paper va ser anomenada Isis Pelagia, "Isis del mar", o Isis Faria, fent referència a una vela o a l'illa de Faro, lloc del far d'Alexandria. Aquesta forma d'Isis, que va sorgir en temps hel·lenístics, pot haver estat inspirada en imatges egípcies d'Isis en una barca, així com en divinitats gregues que protegien la navegació, com Afrodita. Isis Pelagia va desenvolupar un significat afegit a Roma. El subministrament d'aliments de Roma depenia dels enviaments de cereals de les seves províncies, especialment Egipte. Per tant, Isis garantia collites fèrtils i protegia els vaixells que transportaven el menjar resultant a través dels mars, i així assegurava el benestar de l'imperi en el seu conjunt. Es deia que la seva protecció de l'estat s'estenia als exèrcits de Roma, de la mateixa manera que a l'Egipte ptolemaic, i de vegades se l'anomenava Isis Invicta. Els seus papers van ser tan nombrosos que va arribar a ser anomenada myrionymos, "una amb innombrables noms" i panthea, "totes les deesses".
Tant Plutarc com un filòsof posterior, Procle, van esmentar una estàtua velada de la deessa egípcia Neith, a qui van combinar amb Isis, citant-la com a exemple de la seva universalitat i saviesa enigmàtica. Portava les paraules «Jo sóc tot el que ha estat i és i serà; i cap mortal no ha aixecat mai el meu mantell».
També es deia que Isis beneficiava als seus seguidors en el més enllà, del que no es va posar gaire èmfasi en la religió grega i romana. L'ase d'or i les inscripcions deixades pels adoradors d'Isis suggereixen que molts dels seus seguidors pensaven que ella els garantiria una vida més enllà millor a canvi de la seva devoció. Van caracteritzar aquesta vida més enllà de manera inconsistent. Alguns van dir que es beneficiaran de l'aigua animadora d'Osiris, mentre que d'altres esperaven navegar cap a les Illes Afortunades de tradició grega.
Com a Egipte, es deia que Isis tenia poder sobre el destí, que en la religió tradicional grega era un poder que ni tan sols els déus podien desafiar. Valentino Gasparini diu que aquest control sobre el destí uneix els trets dispars d'Isis. Ella governa el cosmos, però també alleuja la gent de les seves desgràcies relativament trivials, i la seva influència s'estén al regne de la mort, que és «individual i universal alhora».

### Relacions amb altres divinitats
Més d'una dotzena de deïtats egípcies eren adorades fora d'Egipte a l'època hel·lenística i romana en una sèrie de cultes interrelacionats, encara que molts eren bastant menors. De les més importants d'aquestes deïtats, Serapis estava estretament relacionat amb Isis i sovint apareixia amb ella en l'art, però Osiris va romandre central en el seu mite i destacat en els seus rituals. De vegades hi havia temples d'Isis i Serapis al costat de l'altre, però era rar que un sol temple es dediqués a tots dos. Osiris, com a deïtat morta a diferència dels déus immortals de Grècia, semblava estrany als grecs i va jugar només un paper menor en els cultes egipcis a l'època hel·lenística. A l'època romana es va convertir, com Dionís, en un símbol d'una vida més enllà alegre, i el culte d'Isis es va centrar cada cop més en ell. Horus, sovint sota el nom d'Harpòcrates, també apareixia als temples d'Isis com el seu fill d'Osiris o Serapis. Va absorbir trets de divinitats gregues com Apol·lo i va servir com a déu del sol i dels cultius. Un altre membre del grup era Anubis, que es va vincular al déu grec Hermes en la seva forma hel·lenitzada Hermanubis. També es deia de vegades que Isis havia après la seva saviesa, o fins i tot que era la filla de Thot, el déu egipci de l'escriptura i el coneixement, que era conegut al món grecoromà com a Hermes Trismegist.

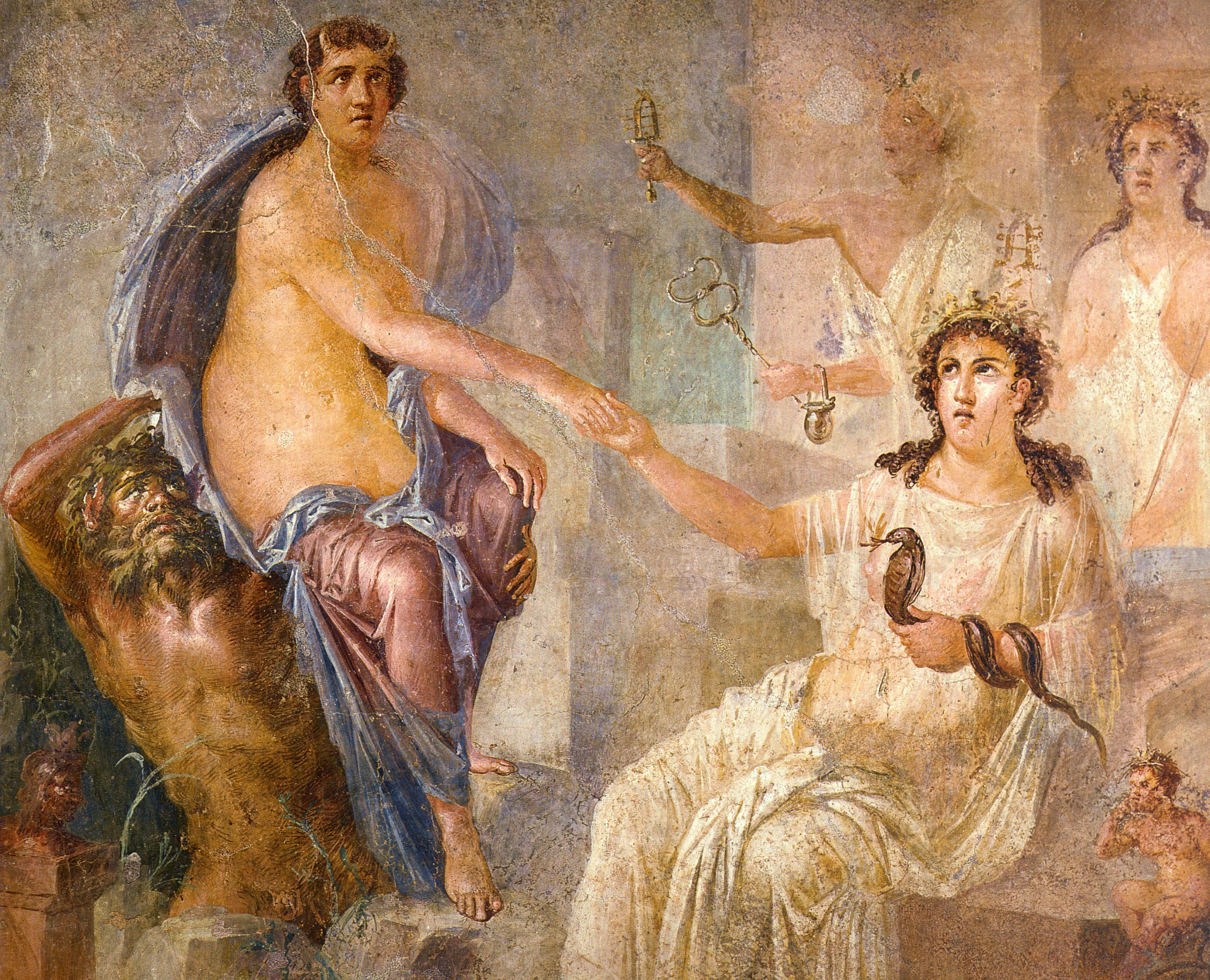
Isis donant la benvinguda a Io a Egipte, en un fresc de Pompeia, d.C.

Isis també tenia una àmplia xarxa de connexions amb divinitats gregues i romanes, així com algunes d'altres cultures. No estava totalment integrada al panteó grec, però en diferents moments es va equiparar amb una varietat de figures mitològiques gregues, com Demèter, Afrodita o Io, una dona humana que es va convertir en una vaca i perseguida per la deessa Hera des de Grècia fins a Egipte. El culte a Demèter va tenir una influència especialment important en el culte d'Isis després de la seva arribada a Grècia. La relació d'Isis amb les dones va ser influenciada per la seva equació freqüent amb Àrtemis, que tenia un doble paper com a deessa verge i promotora de la fertilitat. A causa del poder d'Isis sobre el destí, es va relacionar amb les personificacions gregues i romanes de la fortuna, Tique i Fortuna. A Biblos a Fenícia al segon mil·lenni aC, Hathor havia estat adorada com una forma de la deessa local Baaltis; Isis hi va substituir gradualment Hathor al llarg del primer mil·lenni aC. A Nòric a Europa central, Isis es va sincretitzar amb la deïtat tutelar local Noreia, i a Petra podria haver estat vinculada amb la deessa àrab al-Uzza. L'autor romà Tàcit va dir que Isis era adorada pels sueus, un poble germànic que vivia fora de l'imperi, però potser va confondre una deessa germànica amb Isis que, com ella, la deessa era simbolitzada per un vaixell.
Moltes de les aretalogies inclouen llargues llistes de deesses amb les quals Isis estava vinculada. Aquests textos tracten totes les divinitats que enumeren com a formes d'ella, suggerint que als ulls dels autors era un ésser sumodeista: l'única deessa de tot el món civilitzat. Al món religiós romà, moltes deïtats eren referides com a «una» o «única» en textos religiosos com aquests. Al mateix temps, els filòsofs hel·lenístics sovint veien el principi abstracte i unificador del cosmos com a diví. Molts d'ells van reinterpretar les religions tradicionals per adaptar-se al seu concepte d'aquest ésser suprem, com va fer Plutarc amb Isis i Osiris. A L'ase d'or Isis diu que «la meva única persona manifesta els aspectes de tots els déus i deesses» i que és «adorada per tot el món sota diferents formes, amb diversos ritus i amb diversos noms», encara que els egipcis i els nubis utilitzen el seu veritable nom, Isis. Però quan enumera les formes en què diversos pobles mediterranis l'adoren, només esmenta les divinitats femenines. Les deïtats grecoromanes estaven fermament dividides per gènere, limitant així com Isis podria ser realment universal. Una arealogia evita aquest problema anomenant Isis i Serapis, que sovint es deia que subsumen molts déus masculins, les dues deïtats «úniques». De la mateixa manera, tant Plutarc com Apuleu limiten la importància d'Isis en tractar-la com a subordinada en última instància a Osiris. L'afirmació que era única pretenia emfatitzar la seva grandesa més que fer una afirmació teològica precisa.

### Iconografia
Les imatges d'Isis fetes fora d'Egipte eren d'estil hel·lenístic, com moltes de les seves imatges fetes a Egipte a l'època hel·lenística i romana. Els atributs que tenia variaven molt. De vegades portava el tocat de banya de vaca hatòrica, però grecs i romans en reduïen la mida i sovint l'interpretaven com una lluna creixent. També podia portar tocats amb fulles, flors o espigues. Altres trets comuns inclouen flocs de cabell en tirabuixó i un elaborat mantell lligat en un gran nus sobre els pits, que s'originava en la roba egípcia normal però que es va tractar com un símbol de la deessa fora d'Egipte. A les seves mans podia portar un ureu o un sistre, tots dos extrets de la seva iconografia egípcia, o un sitra, un recipient que s'utilitza per a libacions d'aigua o llet que es van realitzar en el culte d'Isis.
Com Isis-Fortuna o Isis-Tique sostenia un timó, que representava el control del destí, a la seva mà dreta i una cornucòpia, que representava l'abundància, a l'esquerra. De vegades es mostrava descansant un peu sobre una esfera celeste, que representa el seu control del cosmos. Les diverses imatges van sorgir dels seus diversos papers; com diu Robert Steven Bianchi, «Isis podria representar qualsevol cosa per a qualsevol i es podria representar de qualsevol manera imaginable».

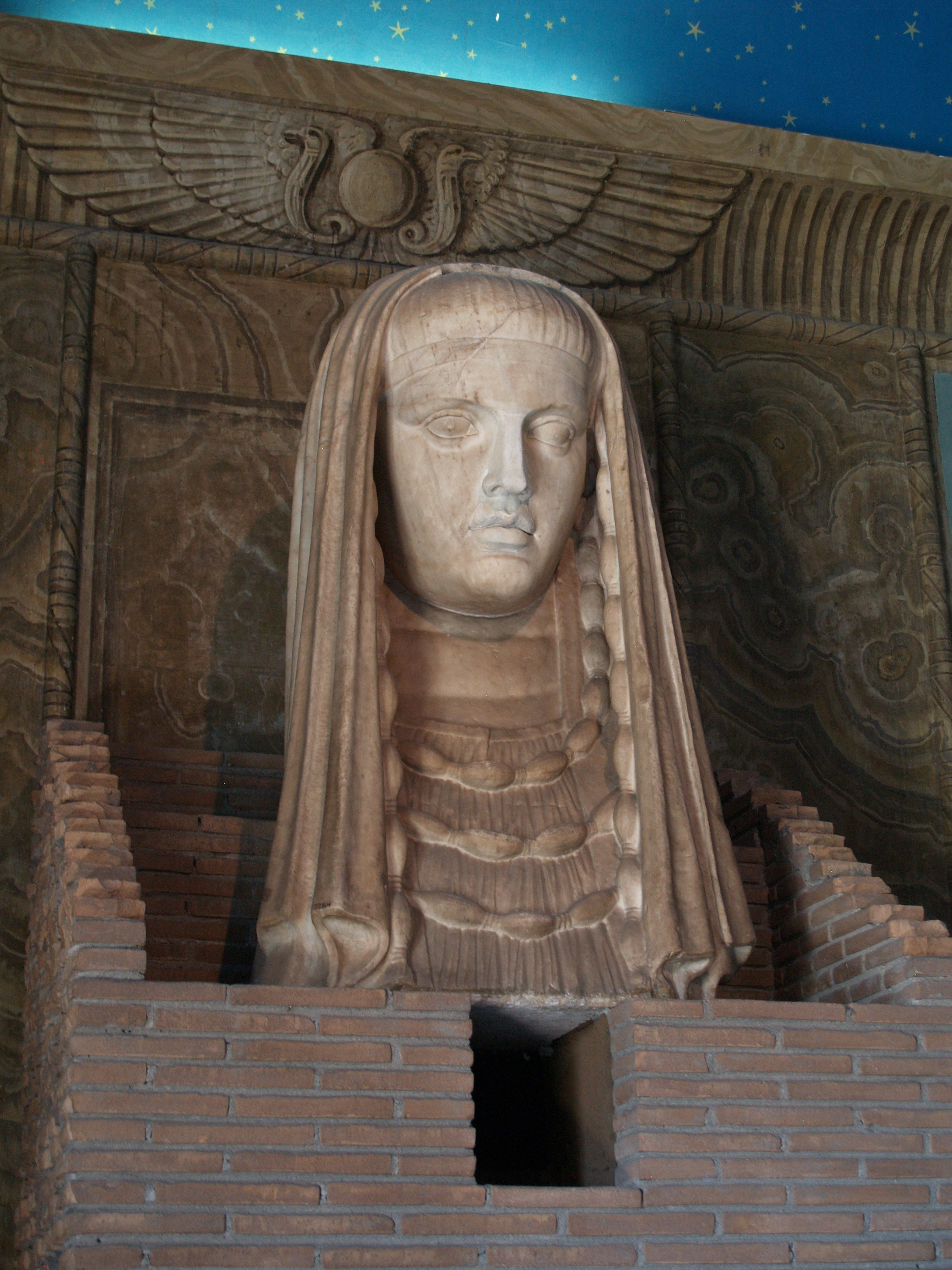
Bust d'Isis-Sothis-Démèter de la Vila d'Adrià, segle ii d.C
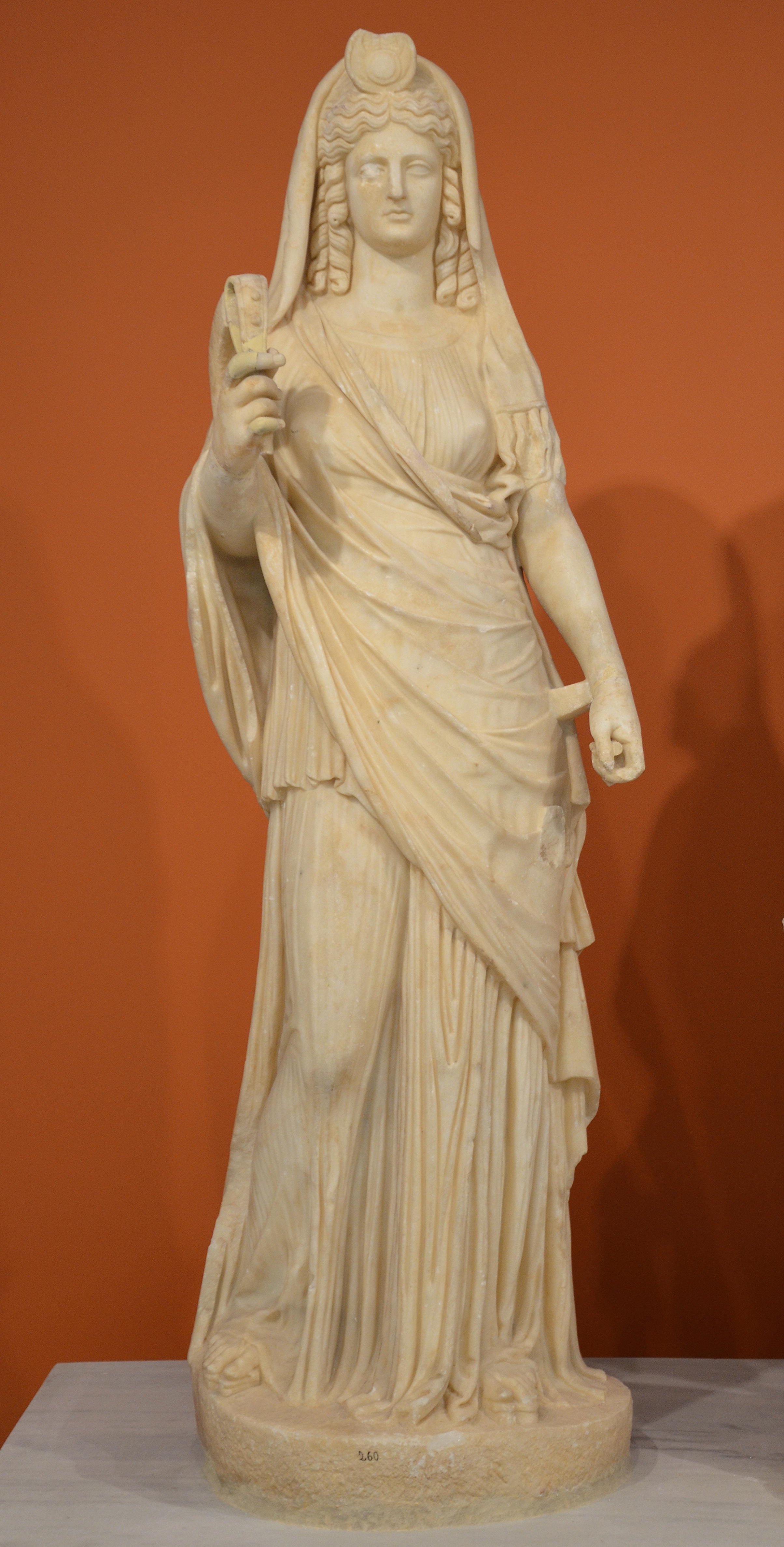
Estàtua d'Isis-Persèfone amb cabells en tirabuixó i un sistre, de Gortina, segle ii dC
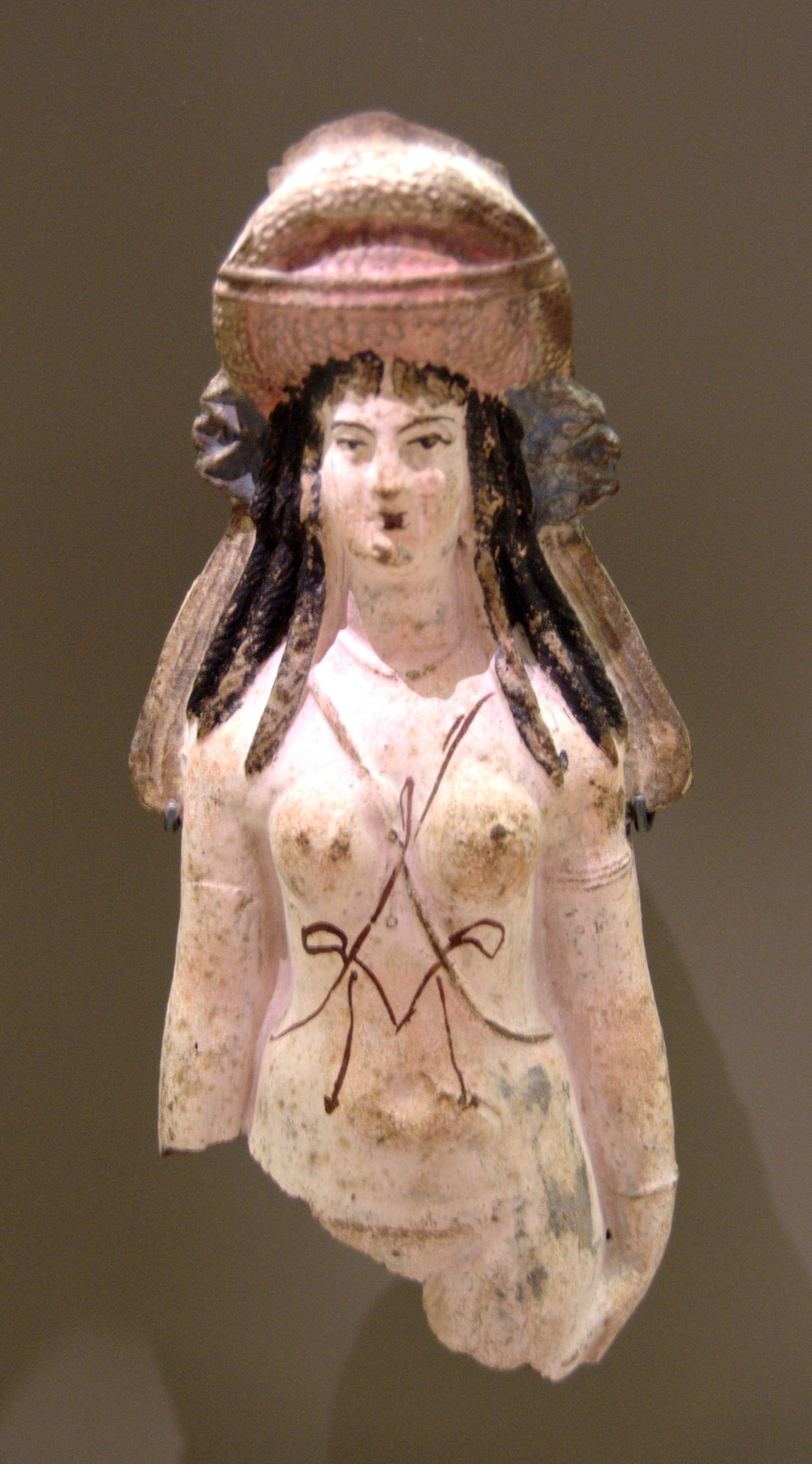
Isis-Afrodita, terracota policromada, Alexandria, segle i dC
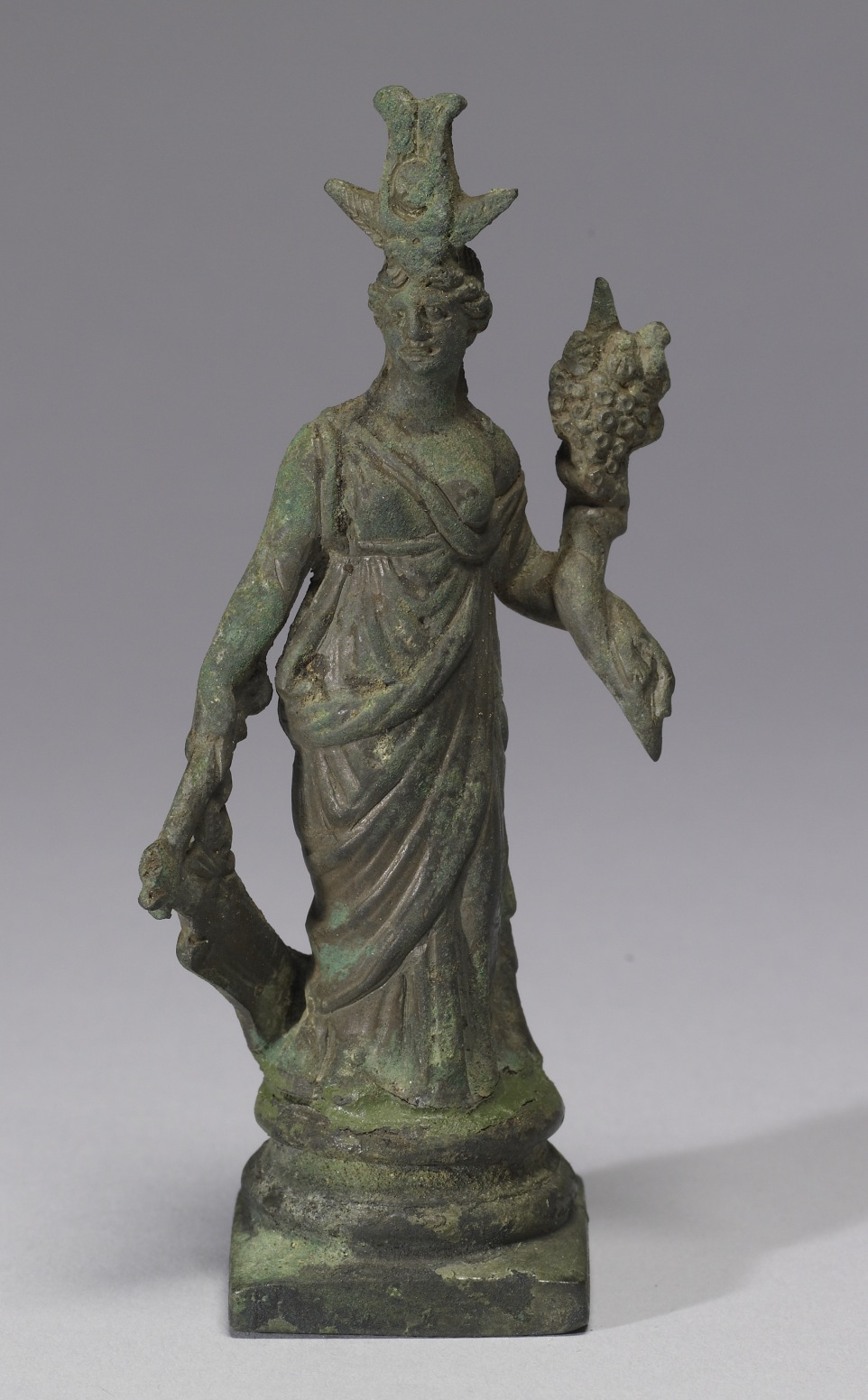
Figura de bronze d'Isis-Fortuna amb una cornucòpia i un timó, segle i dC
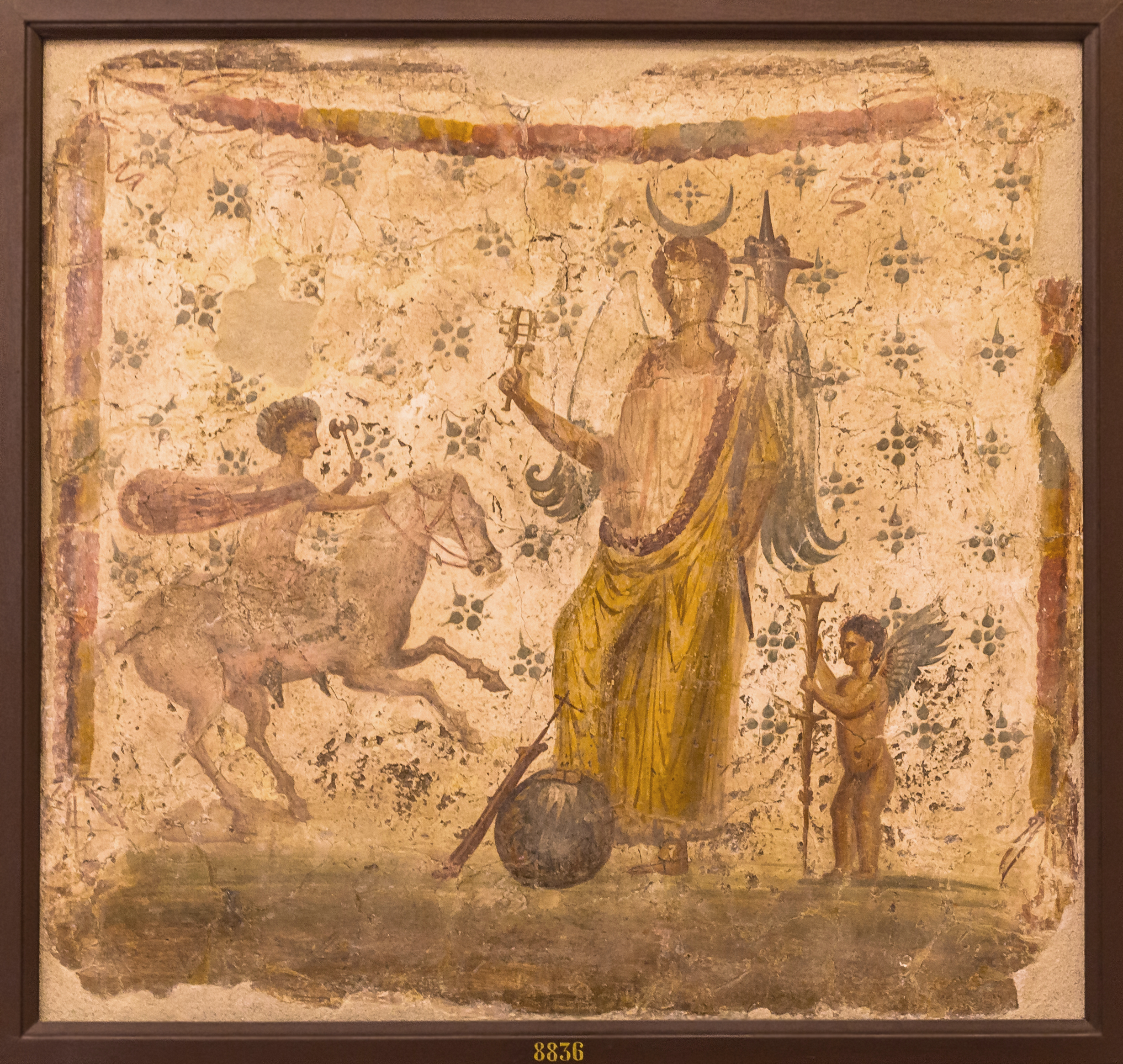
Fresc d'Isis amb un tocat de mitja lluna i recolzant el peu sobre una esfera celeste, segle i dC
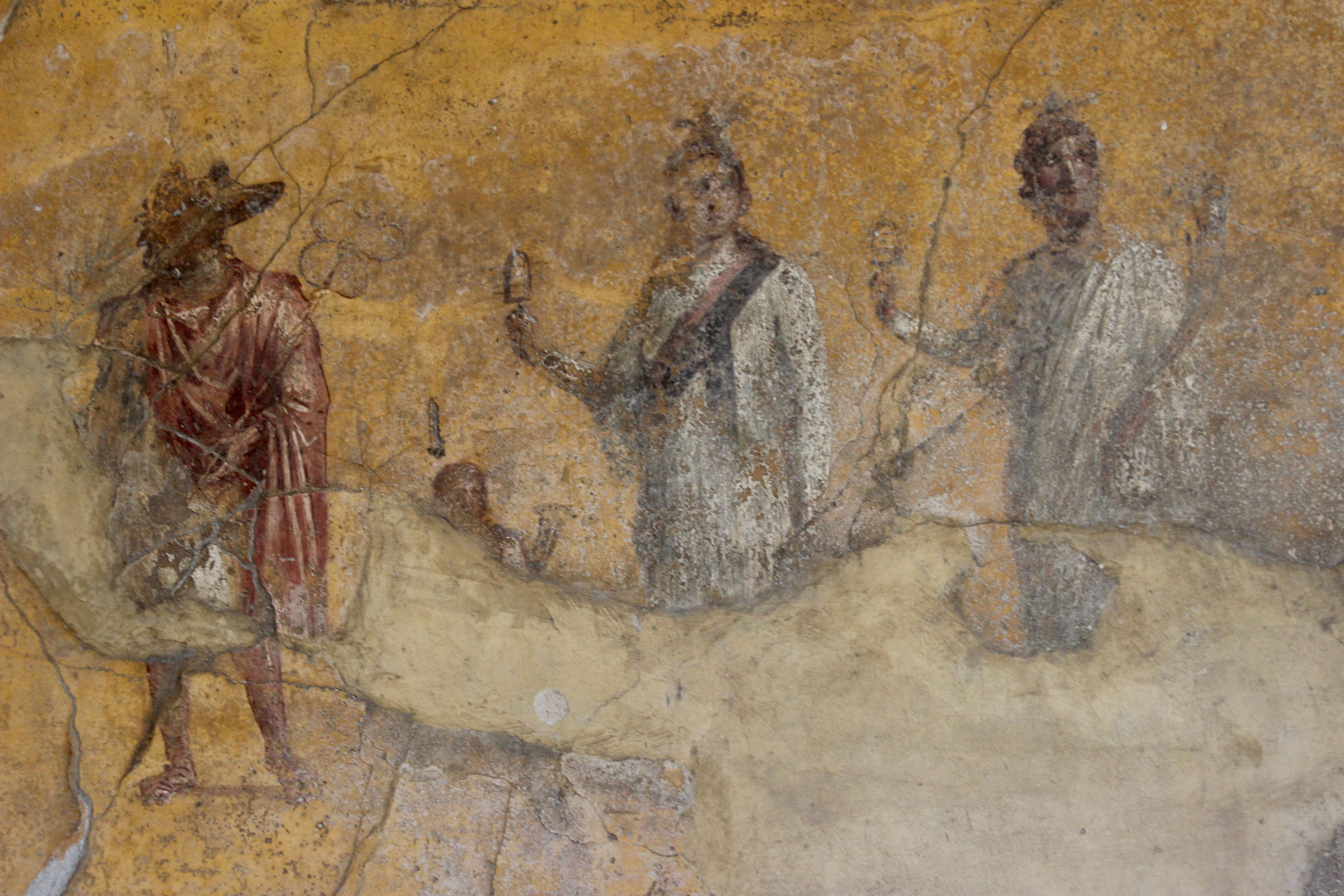
Anubis, Harpocrates, Isis i Serapis, fresc de Pompeia

## Possible influència en el Cristianisme

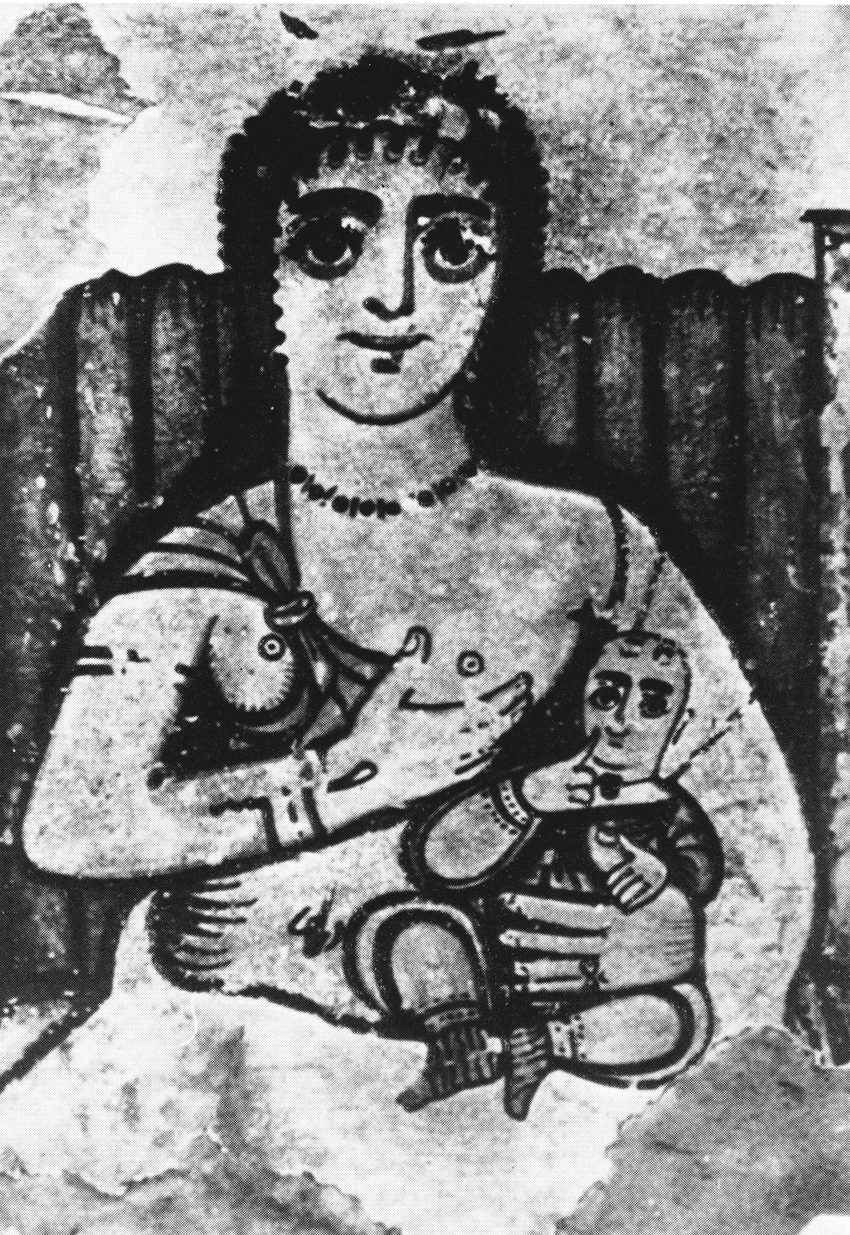
Isis amamant Harpòcrates en un fresc egipci del.

Una qüestió polèmica sobre Isis és si el seu culte va influir en el cristianisme. Alguns costums isiàcs podrien haver estat entre les pràctiques religioses paganes que es van incorporar a les tradicions cristianes en el temps que l'Imperi Romà s'anava cristianitzant. Andreas Alföldi, per exemple, va argumentar a la dècada de 1930 que el festival medieval del Carnaval, en què es portava un model de vaixell, es va desenvolupar a partir del Navigium Isidis.
Gran part de l'atenció es centra en si els trets del cristianisme van ser manllevats dels cultes de misteri pagans, inclòs el d'Isis. Els membres més devots del culte d'Isis es van comprometre personalment amb una deïtat que ells mateixos consideraven superior a les altres, com ho feien els cristians. Tant el cristianisme com el culte d'Isis tenien un ritu d'iniciació: els misteris d'Isis al culte isiàc, el baptisme al cristianisme. El suggeriment que les creences bàsiques del cristianisme van ser extretes de cultes mistèrics ha provocat un debat acalorat durant més de 200 anys. En resposta a aquestes controvèrsies, tant Hugh Bowden com Jaime Alvar, que estudien els cultes mistèrics antics, suggereixen que les similituds entre el cristianisme i aquests cultes no es van produir pel préstec directe d'idees sinó pel seu bagatge comú: la cultura grecoromana en la qual es van desenvolupar.
També s'han examinat les similituds entre Isis i Maria, mare de Jesús. Han estat objecte de controvèrsia entre els cristians protestants i l'Església Catòlica, ja que molts protestants han argumentat que la veneració de Maria catòlica és una resta del paganisme. El classicista R. E. Witt va veure Isis com la "gran precursora" de Maria. Va suggerir que els conversos al cristianisme que abans havien adorat Isis haurien vist Maria en els mateixos termes que en la seva deessa tradicional. Va assenyalar que totes dues tenien en comú diversos àmbits d'influència, com l'agricultura i la protecció dels mariners. Va comparar el títol de Maria "Mare de Déu" amb el mateix epítet d'Isis i el de "reina del Cel" també compartit per Maria i Isis". Stephen Benko, historiador del primer cristianisme, argumenta que la devoció a Maria va estar profundament influenciada pel culte de diverses deesses, no només d'Isis. En canvi, John McGuckin, un historiador de l'església, diu que Maria va absorbir trets superficials d'aquestes deesses, com la iconografia, però els fonaments de la seva culte eren completament cristians.
Les imatges d'Isis amb Horus a la falda es suggereixen sovint com una influència en la iconografia de Maria, particularment en les imatges de Mare de Déu de la llet pel fet que les imatges de dones lactants eren rares a l'antic món mediterrani, fora d'Egipte. Vincent Tran Tam Tinh assenyala que les últimes imatges d'Isis alletant Horus daten del segle iv dC, mentre que les primeres les imatges de Maria alletant Jesús daten del segle vii dC. Sabrina Higgins, basant-se en el seu estudi, argumenta que si hi ha una connexió entre les iconografies d'Isis i Maria, es limita a les imatges de la Mare de Déu de la llet d'Egipte. En canvi, Thomas F. Mathews i Norman Muller creuen que la posada d'Isis a les pintures de panells de l'antiguitat tardana va influir en diversos tipus d'icones marianes, dins i fora d'Egipte. Elizabeth Bolman diu que aquestes primeres imatges egípcies de Maria alletant a Jesús havien d'emfatitzar la seva divinitat, tal com ho feien les imatges de les deesses alletadores a la iconografia egípcia antiga. Higgins argumenta que aquestes similituds demostren que les imatges d'Isis van influir en les de Maria, però no és que els cristians adoptessin deliberadament la iconografia d'Isis o altres elements del seu culte.

## Influència en cultures posteriors

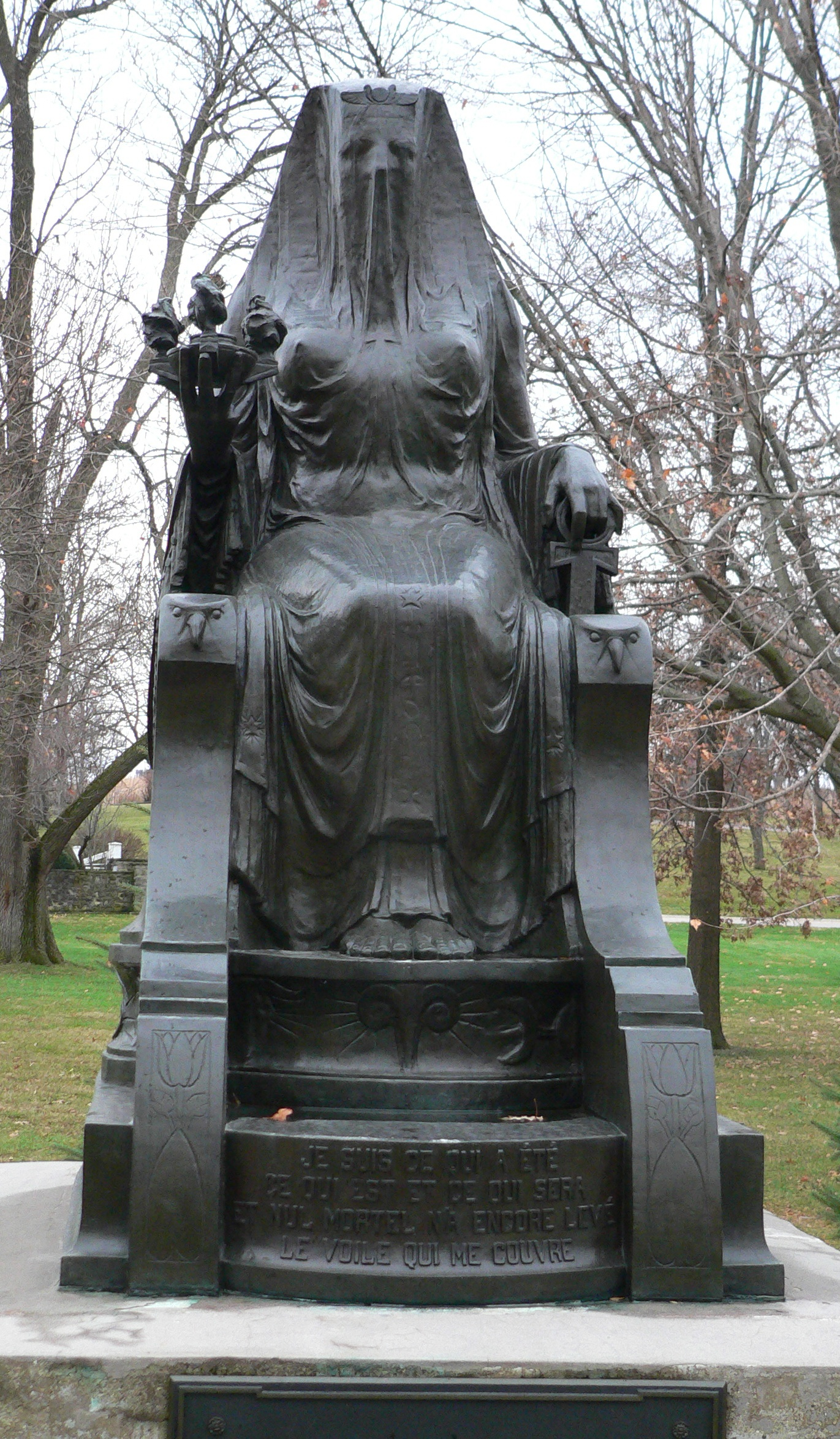
Isis com a "deessa de la vida" velada al Herbert Hoover National Historic Site.

La memòria d'Isis va sobreviure a l'extinció del seu culte. Igual que els grecs i els romans, molts europeus moderns han considerat l'antic Egipte com la llar d'una saviesa profunda i sovint mística, i aquesta saviesa sovint s'ha relacionat amb Isis. La biografia d'Isis de Giovanni Boccaccio a la seva obra de 1374 De mulieribus claris, basada en fonts clàssiques, la va tractar com una reina històrica que va ensenyar habilitats de civilització a la humanitat. Alguns pensadors del Renaixement van elaborar aquesta perspectiva sobre Isis. Annio da Viterbo, a la dècada de 1490, va afirmar que Isis i Osiris havien civilitzat Itàlia abans que Grècia, establint així una connexió directa entre el seu país natal i Egipte. Els Apartments de Borgia pintats per al mecenes d'Annio, el Papa Alexandre VI, incorporen aquest mateix tema a la seva interpretació il·lustrada del mite d'Osiris.
L'esoterisme occidental sovint ha fet referència a Isis. Dos textos esotèrics romans utilitzaven el motiu mític en què Isis transmet el coneixement secret a Horus. A Kore Kosmou, ella li ensenya la saviesa transmesa d'Hermes Trismegist, i el primerenc text alquímic Isis la profetessa al seu fill Horus, ella li dona receptes alquímiques. Literatura esotèrica moderna primerenca, que veia en Hermes Trismegist com un savi egipci i sovint va fer ús de textos atribuïts a la seva mà, de vegades referits també a Isis. D'una altra manera, la descripció d'Apuleu de la iniciació isíaca ha influït en les pràctiques de moltes societats secretes. La novel·la de Jean Terrasson de 1731 Séthos, histoire, ou Vie tirée des monumens, anecdotes de l'ancienne Égypte, traduite d'un manuscrit grec va utilitzar Apuleu com a inspiració per a un ritu d'iniciació egípcia fantàstica dedicat a Isis. Va ser imitat per rituals reals en diverses societats maçòniques i d'inspiració maçònica durant el segle xviii, així com en altres obres literàries, destacant sobretot l'òpera de Wolfgang Amadeus Mozart La flauta màgica de 1791.
A partir del Renaixement, l'estàtua velada d'Isis que Plutarc i Proclo van esmentar es va interpretar com una personificació de la natura, basada en un passatge de les obres de Macrobi al segle v dC que va equiparar Isis amb la natura. Els autors dels segles xvii i xviii van atribuir una gran varietat de significats d'aquesta imatge. Isis va representar la natura com la mare de totes les coses, com un conjunt de veritats que esperaven ser revelades per la ciència, com un símbol del concepte panteista d'una deïtat anònima i enigmàtica que era immanent dins de la natura, o com un impressionant poder sublim que es podria experimentar mitjançant ritus de misteri extàtic. En la descristianització de França durant la Revolució Francesa, va servir com a alternativa al cristianisme tradicional: un símbol que podria representar la natura, la saviesa científica moderna i un vincle amb el passat pre-cristià. Per aquests motius, la imatge d'Isis va aparèixer en obres d'art patrocinades pel govern revolucionari de la Primera República Francesa, com ara la Fontaine de la Régénération, i pel Primer Imperi Francès. La metàfora del vel d'Isis va continuar circulant pel segle xix. Helena Blavatsky, la fundadora de la tradició esotèrica Teosòfica, va titular el seu llibre de 1877 sobre Teosofia Isis Unveiled (Isis sense vel), donant a entendre que revelaria veritats espirituals sobre la natura. que la ciència no podria.
Entre els egipcis moderns, Isis es va utilitzar com a símbol nacional durant el moviment del faraonisme dels anys 20 i 30, quan Egipte va obtenir la independència de la domini britànic. En obres com la pintura de Mohamed Naghi al parlament d'Egipte, titulada Renaixement d'Egipte, i l'obra de teatre de Tawfiq al-Hakim El retorn de l'esperit, Isis simbolitza el renaixement de la nació. Una escultura de Mahmoud Mokhtar, també anomenada Renaixement d'Egipte, juga amb el motiu de la retirada del vel d'Isis.
Isis es troba sovint en obres de ficció, com ara als còmics de superherois tant de DC com de Marvel, i el seu nom i imatge apareixen en llocs tan dispars com anuncis i noms personals. El nom Isidoros, que significa "regal d'Isis" en grec, va sobreviure al cristianisme malgrat els seus orígens pagans, donant lloc a nom català Isidor i les seves variants. A finals del segle xx i principis del segle xxi, "Isis" es va convertir en un nom de pila popular.
Isis continua apareixent en els sistemes de creences esotèrics i pagans. El concepte d'una sola deessa que encarna tots els poders divins femenins, en part inspirat en Apuleu, es va convertir en un tema molt estès a la literatura del segle xix i principis del xx. Grups i figures influents en l'esoterisme, com l'Orde Hermètic de l'Alba Daurada a finals del segle xix i Dion Fortune a la dècada de 1930, van adoptar aquesta deessa que ho abastava tot als seus sistemes de creences i la van anomenar Isis. Aquesta concepció d'Isis va influir en la Gran Deessa que es troba en moltes formes de bruixeria contemporània. Avui, les reconstruccions de l'antiga religió egípcia, com ara el kemetisme ortodox o l'Església de la Font Eterna, inclouen Isis entre les divinitats que veneren. Una organització religiosa eclèctica centrada en la divinitat femenina s'anomena la Comuna d'Isis perquè, en paraules d'una de les seves sacerdotesses, M. Isidora Forrest, Isis pot ser "totes les deesses per a totes les persones".